# John Martin (piloto)
John Martin (Gosford, Nueva Gales del Sur; 8 de julio de 1984) es un piloto de automovilismo australiano, que actualmente compite en carreras de resistencia de su país. Obtuvo 8 victorias en la Superleague Fórmula, y contribuyó a que su país se consagrará campeón en la categoría en 2011. Luego, logró varias victorias de clase en el Campeonato Mundial de Resistencia, y resultó tercero absoluto en las 24 Horas de Daytona de 2014.

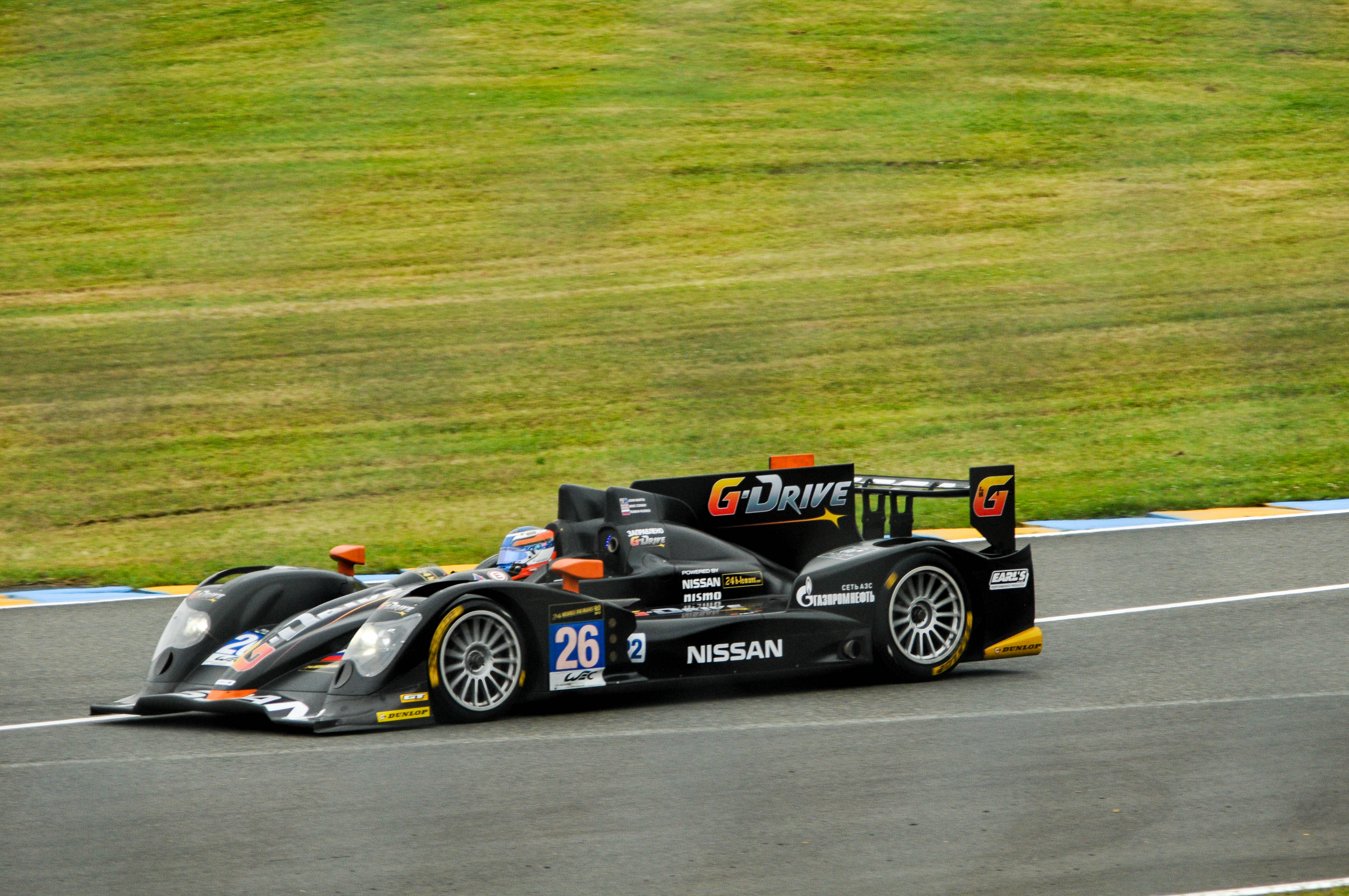
Oreca 03 de Martin en las 24 Horas de Le Mans de 2013.

## Carrera

### Karting
- 2004: Pole y 2º en el Australian Resa nationals además de participar en otros campeonatos australianos
- 2003: Geelong Ford Kartstars', Australia
- 2002: 1º en el campeonato estatal Resa Queensland
- 2001: 5º en los Resa nationals

### Fórmulas
Finalizó 28º en 2007 en el Masters de Fórmula 3. Se unió al A1 Team y condujo para ellos en la A1 Grand Prix durante las temporadas 2007–08 y 2008–09. Martin pilotó para el Rangers F.C. en la temporada 2009 de Superleague Fórmula con una victoria de 13 carreras. En la temporada 2010 con el Atlético Madrid y el Beijing Guoan disputó 29 carreras, consiguió 6 victorias y finalizó en 20 ocasiones en el top-ten.
En 2011 se proclama campeón de la SF al anunciarse que se cancelaban las rondas asiáticas y por tanto se da fin a la temporada habiéndose disputado tan solo 2 rondas.

### Resistencia
En 2012, Martin pasa a competir en las carreras de resistencia, disputando el Campeonato Mundial de Resistencia con un Oreca 03 de la clase LMP2 del equipo de Alan Docking. Logró 4 victorias de clase, y un cuarto lugar de clase en ocho fechas, por lo que ayudó a que su equipo resultará subcampeón en el campeonato de equipos en la clase LMP2 por detrás de Starworks.
Al año siguiente, condujo un Oreca 03 de G-Drive. Junto con Roman Rusinov y Mike Conway cosecharon cuatro triunfos de clase y un segundo lugar de clase, sin embargo los malos resultados que obtuvieron en el inicio de la temporada, incluyendo un descalificación en las 24 Horas de Le Mans, hicieron que Martin, Rusinov y Conway terminen séptimo en el campeonato de pilotos de la clase LMP2 detrás de las dos tríos de pilotos del equipo OAK Racing. También ayudaron a que el equipo finalice tercero en el campeonato de equipos de la clase.

## Estadísticas
| Año     | Series                                                   | Escudería                   | Carreras | Victorias | Poles | V.Rápidas | Pts  | Pos. |
| ------- | -------------------------------------------------------- | --------------------------- | -------- | --------- | ----- | --------- | ---- | ---- |
| 2005    | Campeonato de Fórmula Ford Australiano                   | GK Martin P/L               | 6        | 2         | 1     | ?         | 71   | 10º  |
| 2005    | Campeonato de Fórmula Ford de Nueva Gales del Sur        | Borland Racing Developments | 18       | 11        | ?     | ?         | 418  | 2º   |
| 2005    | Campeonato Victoriano de Fórmula Ford                    | Borland Racing Developments | 15       | 6         | 5     | ?         | 425  | 1º   |
| 2006    | Campeonato de Fórmula Ford Australiano                   | CAMS Rising Star            | 23       | 8         | ?     | ?         | 300  | 1º   |
| 2006    | Fórmula Ford Británico                                   | Alan Docking Racing         | 8        | 1         | 2     | ?         | ?    | ?    |
| 2007    | Fórmula 3 Británica                                      | Alan Docking Racing         | 22       | 0         | 0     | 0         | 16   | 15º  |
| 2007-08 | A1 Grand Prix                                            | A1 Team Australia           | 12       | 0         | 0     | 0         | 18†  | 17º† |
| 2008    | Fórmula 3 Británica                                      | Räikkönen Robertson Racing  | 22       | 0         | 0     | 1         | 45   | 13º  |
| 2008–09 | A1 Grand Prix                                            | A1 Team Australia           | 14       | 0         | 0     | 0         | 36†  | 8º†  |
| 2009    | Fórmula Renault 3.5                                      | Comtec Racing               | 7        | 0         | 0     | 0         | 8    | 22º  |
| 2009    | Superleague Fórmula                                      | Rangers F.C.                | 12       | 0         | 0     | 0         | 241  | 10º† |
| 2009    | Mini Challenge Australiana                               | BMW Group Australia         | 2        | 0         | 0     | 1         | 48   | 36º  |
| 2010    | Superleague Fórmula                                      | Beijing Guoan               | 26       | 6         | 2     | 0         | 453† | 9º†  |
| 2010    | Superleague Formula                                      | Atlético Madrid             | 3        | 0         | 0     | 0         | 265† | 17º† |
| 2011    | Superleague Formula                                      | Australia                   | 6        | 1         | 0     | 2         | 158† | 1º†  |
| 2012    | World Endurance Championship                             | ADR-Delta                   | 8        | 0         | 0     | 0         | 26   | 17º  |
| 2013    | World Endurance Championship                             | G-Drive Racing              | 8        | 0         | 0     | 0         | 53   | 17º  |
| 2013    | FIA World Endurance Championship Trophy for LMP2 Drivers | G-Drive Racing              | 8        | 4         | 3     | 0         | 132  | 3º   |
| 2014    | United Sports Car Championship - Prototype               | Action Express Racing       | 1        | 0         | 0     | 0         | 31   | 43.º |
| 2014    | United Sports Car Championship - Prototype Challenge     | Starworks Motorsport        | 5        | 0         | 0     | 0         | 57   | 25º  |
| 2015    | Australian Carrera Cup Championship                      | Copyworld                   | 14       | 0         | 0     | 0         | 282  | 16º  |

† Estadísticas del Equipo

## Resultados

### TCR Australia Touring Car Series
| Año  | Equipo              | Auto                         | 1   | 2   | 3   | 4   | 5   | 6   | 7     | 8     | 9     | 10  | 11  | 12  | 13     | 14     | 15     | 16  | 17  | 18  | 19     | 20     | 21     | Pos. | Pts. |
| ---- | ------------------- | ---------------------------- | --- | --- | --- | --- | --- | --- | ----- | ----- | ----- | --- | --- | --- | ------ | ------ | ------ | --- | --- | --- | ------ | ------ | ------ | ---- | ---- |
| 2019 |                     |                              | SYD | SYD | SYD | PHI | PHI | PHI | TBE I | TBE I | TBE I | QLD | QLD | QLD | WIN    | WIN    | WIN    | SND | SND | SND | TBE II | TBE II | TBE II | 8.º  | 390  |
| 2019 | Wall Racing         | Honda Civic Type-R TCR (FK7) | 6   | 6   | Ret | 13  | 14  | Ret | 3     | 4     | 1     | 15  | 7   | 8   | 14     | 8      | 6      | 5   | Ret | DNS | 6      | 11     | 6      | 8.º  | 390  |
| 2021 |                     |                              | SYM | SYM | SYM | PHI | PHI | PHI | BAT I | BAT I | BAT I | SYD | SYD | SYD | BAT II | BAT II | BAT II |     |     |     |        |        |        | 5.º  | 402  |
| 2021 | Mobil 1 Wall Racing | Honda Civic Type-R TCR (FK7) | 17  | 14  | 13  | 4   | 3   | 4   | 6     | 5     | 5     | 11  | 20  | 12  | 7      | 7      | 9      |     |     |     |        |        |        | 5.º  | 402  |